# نمو مانا
در ریاضیات، یک فرایند تصادفی با نمو مانا (ایستا) فرایندی ست که نمو آن در هر زمان، توزیع ثابتی داشته باشد.
به بیان دیگر {\displaystyle \{X(t)|t\in T\}} با نمو مانا ست اگر و فقط اگر به ازای {\displaystyle t,s\in T} نمو X از s به t یعنی {\displaystyle X(t)-X(s)} با نمو X در زمان دیگر مثل {\displaystyle X(t+h)-X(s+h)} هم توزیع باشد.